# Футбольна ліга Гуаму
Футбольна ліга Гуаму (англ. Guam Soccer League) — найвищий футбольний турнір Гуаму, заснований 1990 року. Проводиться під егідою Асоціації футболу Гуаму.

## Історія
Футбольний чемпіонат на Гуамі був заснований 1990 року. Першим чемпіоном став клуб «Юніверсіті оф Гуам», який виграв і три наступних розіграші.
Починаючи з сезону 1998 року сезон було розділено на два чемпіонати: Весна та Осінь. У випадку, якщо переможці двох чемпіонатів були різними, призначався один матч для визначення чемпіону сезону. Починаючи з 2004 року Футбольна ліга має два рівні: Дивізіон 1 та Дивізіон 2.
З літа 2007 року турнір перейшов на повноцінний чемпіонат у форматі осінь-весна.

## Чемпіони
Переможці Чемпіонату Гуаму:
| - 1990: Юніверсіті оф Гуам - 1991: Юніверсіті оф Гуам - 1992: Юніверсіті оф Гуам - 1993: Юніверсіті оф Гуам - 1994: Тумон Тайвон (Тамунінг) - 1995: Р-Форс (Континентальна Мікронезія) - 1996: Р-Форс - 1997: Тумон Соккер Клаб - 1998 Підсумок: Андерсон Соккер Клаб - 1998 Весна: Андерсон Соккер Клаб - 1998 Осінь: Айсланд Карго - 1999 Підсумок: Курс Лайт Сілвер Баллетс - 1999 Весна: Карпет Ван - 1999 Осінь: Курс Лайт Сілвер Баллетс - 2000 Підсумок: Курс Лайт Сілвер Баллетс - 2000 Весна: Курс Лайт Сілвер Баллетс - 2000 Осінь: Наві - 2001 Підсумок: Стейвел Зум - 2001 Весна: Курс Лайт Сілвер Баллетс - 2001 Осінь : Стейвел Зум - 2002 Підсумок: Гуам Шип'ярд - 2002 Весна : Гуам Шип'ярд - 2002 Осінь: Гуам Шип'ярд - 2003 Підсумок: Гуам Шип'ярд - Весна 2003 : Гуам Шип'ярд - Осінь 2003: Гуам Шип'ярд | - 2004 Підсумок: Гуам U-18 - 2004 Весна : Гуам U-18 - 2004 Осінь: Гуам U-18 - 2005 Підсумок: Гуам Шип'ярд - 2005 Весна: Гуам Шип'ярд - 2005 Осінь: Гуам Шип'ярд - 2006 Підсумок: Гуам Шип'ярд - 2006 Весна: Гуам Шип'ярд - 2006 Осінь: Гуам Шип'ярд - 2007 Весна: Кволіті Дістріб'юторс - 2007/08: Кволіті Дістріб'юторс - 2008/09: Кволіті Дістріб'юторс - 2009/10: Кволіті Дістріб'юторс - 2010/11: Карс Плас - 2011/12: Кволіті Дістріб'юторс - 2012/13: Кволіті Дістріб'юторс - 2013/14: Роверз - 2014/15: Роверз - 2015/16: Роверз - 2016/17: Роверз - 2017/18: Роверз - 2018/19: Роверз - 2019-22: не проводився - 2022/23: Вінгс - 2024: Вінгс |